# Гайе, Абу Бакарр
Абу Бакарр Гайе (англ. Abu Bakarr Gaye; 26 сентября 1951 года, Барра — 2 декабря 2010 года, Банжул) — врач, гамбийский политик, министр здравоохранения Гамбии. Выпускник Университета дружбы народов им. Патриса Лумумбы (1968).

## Биография
Родился 26 сентября 1951 года в гамбийском городе Барра. С 1960 по 1965 год учился в средней школе Мабураки в Сьерра-Леоне. С 1967 по 1968 год учился в СССР, в Москве, в Университете дружбы имени Патриса Лумумбы. В том же университете в 1973 году получил докторскую степень по общей медицине.
Его профессиональная карьера началась в 1974 году в Министерстве здравоохранения Сьерра-Леоне. В 1977 году он перешел на работу в состав медицинского персонала в больницу Бассе (Basse Hospital) в городе Бассе Санта Су (Basse Santa Su). В 1979 году назначен на должность главного врача больницы в деревне Бансанг, расположенной в Западном районе страны. На этой должности проработал до 1981 года. После этого, до 1997 года, занимался частной врачебной практикой в работал в городе Барра. В последующем до 2004 года работал в больнице Ахмадия, потом, до 2009 года снова занимался частной врачебной практикой в городе Барра.
30 октября 2009 года был введен президентом Республики Гамбия Яйя Джамме в состав кабинета министров, на должность министра здравоохранения и социальных вопросов, преемником Мариату Яллоу (Mariatou Jallow).
Имел глубокие знания в области тропической медицины, хорошо говорил на русском, английском и французском языках, свободно владел несколькими западноафриканскими языками.
Скончался 2 декабря 2010 года в государственной больнице Edward Francis Small Teaching Hospital.